# Sant Martin de Londras
Sant Martin de Londras (en francès Saint-Martin-de-Londres) és un municipi occità del Llenguadoc, situat al departament de l'Erau i a la regió d'Occitània.

## Patrimoni cultural
- Església de Sant Martí: església romànica del segle xi, considerada com l'obra major de l'art romànic lleguadocià. Està catalogada com a monument històric.
- Torre del rellotge: torre vestigi de l'antiga muralla medieval.